# Ryan Tedder
Ryan Benjamin Tedder (sinh ngày 26 tháng 6 năm 1979) là một ca sĩ, nhạc sĩ, nhạc sĩ, nhạc công, và nhà sản xuất thu âm người Mỹ. Anh cũng là ca sĩ chính cho ban nhạc pop rock OneRepublic, anh có một sự nghiệp độc lập với tư cách là một nhạc sĩ và nhà sản xuất cho nhiều nghệ sĩ, bao gồm U2, Adele, Beyoncé, Maroon 5, Demi Lovato, Ariana Grande, Kelly Clarkson, Jennifer Lopez, Westlife, Hilary Duff, Ed Sheeran, One Direction, Big Time Rush, Camila Cabello, Taylor Swift, Leona Lewis, Zedd, Shawn Mendes, Hailee Steinfeld và MØ.
Công việc sản xuất và sáng tác của Tedder đã chứng minh thành công về mặt thương mại. "Apologize" do ban nhạc OneRepublic biểu diễn, "Bleeding Love" do Leona Lewis biểu diễn, và "Halo" do Beyoncé trình diễn, đều được Tedder sản xuất và nằm trong số những đĩa đơn bán chạy nhất mọi thời đại. Đầu năm 2014, Billboard đặt bầu chọn anh là "The Undercover King of Pop" và giới thiệu anh trên bìa tạp chí.

## Tiểu sử
Ryan Benjamin Tedder sinh ngày 26 tháng 6 năm 1979 tại Tulsa, Oklahoma. Anh được nuôi dưỡng trong một gia đình truyền giáo và mục sư mở rộng trong một nhà thờ Thiên chúa giáo. Anh bắt đầu học chơi piano lúc ba tuổi thông qua phương pháp Suzuki. Sự quan tâm đầu tiên của anh đối với âm nhạc được nhắc đến bởi cha nhạc sĩ của ông và mẹ giáo viên, người đã dỗ dành đứa con trai trẻ của họ vào việc thực hành piano để đổi lấy kẹo ngô. Tedder bắt đầu hát ở tuổi lên bảy. Là một ca sĩ tự học, Tedder bắt đầu mài giũa kỹ năng này ở tuổi mười hai bằng cách bắt chước các nghệ sĩ yêu thích của mình, những người từ The Beatles đến các hành vi khác như Peter Gabriel, Stevie Wonder và Sting. Anh đã bình luận: "Tôi hát hai tiếng một ngày mỗi ngày trong đời cho tới khi tôi mười tám tuổi." Anh tiếp tục biểu diễn âm nhạc trong thời niên thiếu qua nhà thờ, trường học và các nhóm được hình thành cá nhân.
Anh học ở Jenks, Oklahoma, một vùng ngoại ô Tulsa, cho đến năm cuối cấp, khi anh chuyển đến Colorado Springs, Colorado. Ở đó, anh đã gặp và kết bạn với bạn cùng ban nhạc OneRepublic Zach Filkins trong đội bóng đá của họ tại trường Christian Springs Colorado Springs. Anh theo học trường Đại học Oral Roberts ở Tulsa và bắt đầu giới thiệu tài liệu của riêng mình ở đó.
Tedder hoàn thành chương trình giáo dục đại học và tốt nghiệp từ năm 2001 với bằng Cử nhân về quan hệ công chúng và quảng cáo.

## Cuộc sống cá nhân
Tedder đã kết hôn. Anh thừa nhận công lao và cảm ơn vợ mình, Genevieve, trong các ghi chú của album đầu tay của OneRepublic, Dreaming Out Loud. Họ có hai con trai: Copeland Cruz Tedder (sinh ngày 2 tháng 8 năm 2010) và Miles (sinh tháng 9 năm 2014).. Những người anh em họ thứ ba của Tedder (Adam, Ashley, và Austin Clark) bao gồm ban nhạc Sons of Sylvia và trước đây là trong The Clark Family Experience. Anh đồng sáng tác bài hát "Love Left to Lose".
Mặc dù là một Kitô hữu, Tedder không muốn bị dán nhãn là "nghệ sĩ Kitô giáo". Anh có một hình xăm trên một cánh tay, viết bằng tiếng Nhật cổ, mà anh đã nhận ở Osaka; nó có nghĩa là "ý Chúa" và theo nghĩa đen là dịch thành "Đức Chúa ban cho và lấy đi".
Tedder có một sự đánh giá cao về nghệ thuật ẩm thực, và nói rằng anh thích Iron Chef. Anh đã tham gia với Southern Hospitality, một nhà hàng được đồng sáng lập năm 2007 bởi Justin Timberlake tại Second Avenue ở Manhattan, khi nó mở một vị trí thứ hai trong Hell's Kitchen, Manhattan. Vào ngày 22 tháng 8 năm 2011, Tedder đã trở thành người nhượng quyền thương mại đầu tiên của thương hiệu BBQ của Southern Hospitality và có kế hoạch đưa khái niệm này vào 10 thành phố trên khắp nước Mỹ bao gồm Denver, Nashville, Dallas, Austin, Houston, New Orleans, Atlanta, Phoenix, Palo Alto và Washington, DC. Họ đã mở một nhà hàng tại khách sạn St. Elmo vào tháng 10 năm 2012.